# 短缨合耳菊
短缨合耳菊（学名：Synotis brevipappa）是菊科合耳菊属的植物，是中国的特有植物。分布于中国大陆的西藏等地，生长于海拔2,400米至2,700米的地区，多生长于疏林或荒坡，目前尚未由人工引种栽培。